# هاري ك. مورتون
هاري ك. مورتون (بالإنجليزية: Harry K. Morton)‏ هو سياسي أمريكي، ولد في 14 أكتوبر 1905، وتوفي في 9 يونيو 1994. حزبياً، نشط في الحزب الجمهوري. وقد انتخب عضو مجلس ولاية نيويورك.